# Grand Kru
Grand Kru is een van de vijftien county's van Liberia en ligt in het zuidoosten van dat land. De hoofdstad van de county is Barclayville. Het aantal inwoners werd door de Verenigde Naties in april 2005 op 71.000 geschat. Volgens het Liberiaans bureau voor de statistiek bedroeg het inwonertal  57.913 in 2008.

## Geschiedenis
De county Grand Kru werd rond 1984 gecreëerd uit de territoria Kru Coast en Sasstown die toen bij de county Maryland hoorden. De twee territoria werden samengevoegd en afgesplitst.

## Grenzen
Grand Kru heeft een kustlijn:
- Aan de Atlantische Oceaan in het (zuid)zuidwesten.

In de andere richtingen grenst Grand Kru aan drie andere county's:
- River Gee in het noorden.
- Maryland in het oosten.
- Sinoe in het noordwesten.

## Districten
De county bestaat uit drie districten:
- Gbarzon
- Konobo
- Tchien

Bomi · Bong · Gbarpolu · Grand Bassa · Grand Cape Mount · Grand Gedeh · Grand Kru · Lofa · Margibi · Maryland · Montserrado · Nimba · River Cess · River Gee · Sinoe